# Ornavasso
Ornavasso (piemontiul: Ornavass, walserul: Urnafasch) település Olaszországban. Lakosainak száma 3323 fő (2023. január 1.). Ornavasso Gravellona Toce, Premosello-Chiovenda, Anzola d’Ossola, Mergozzo, Casale Corte Cerro, Loreglia és Valstrona községekkel határos.

## Népesség
A település népességének változása:
| Lakosok száma | 3446 | 3432 | 3323 |
|               | 2017 | 2018 | 2023 |